# Takashimaya Stores

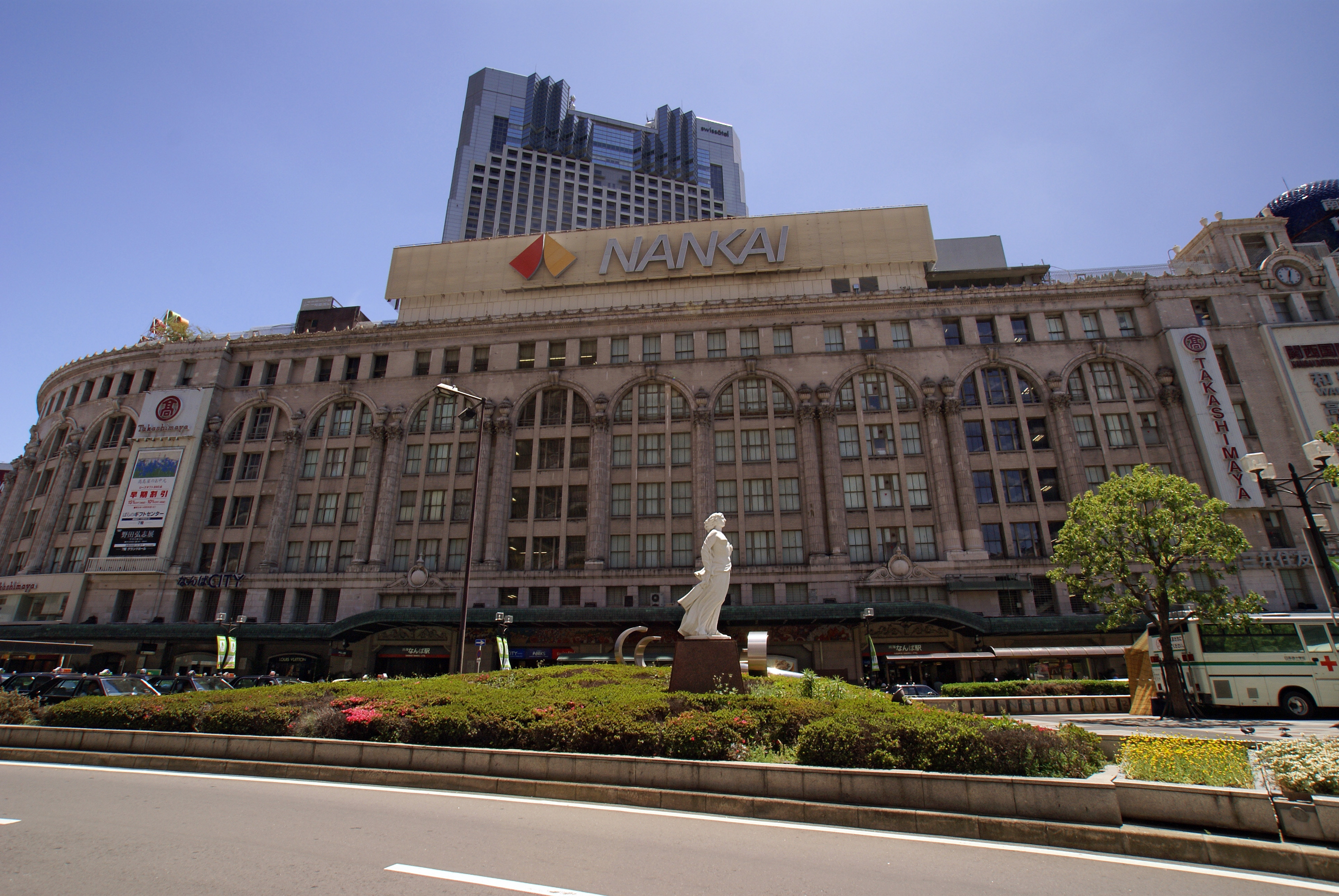
Tienda de la Cadena Takashimaya en Osaka.

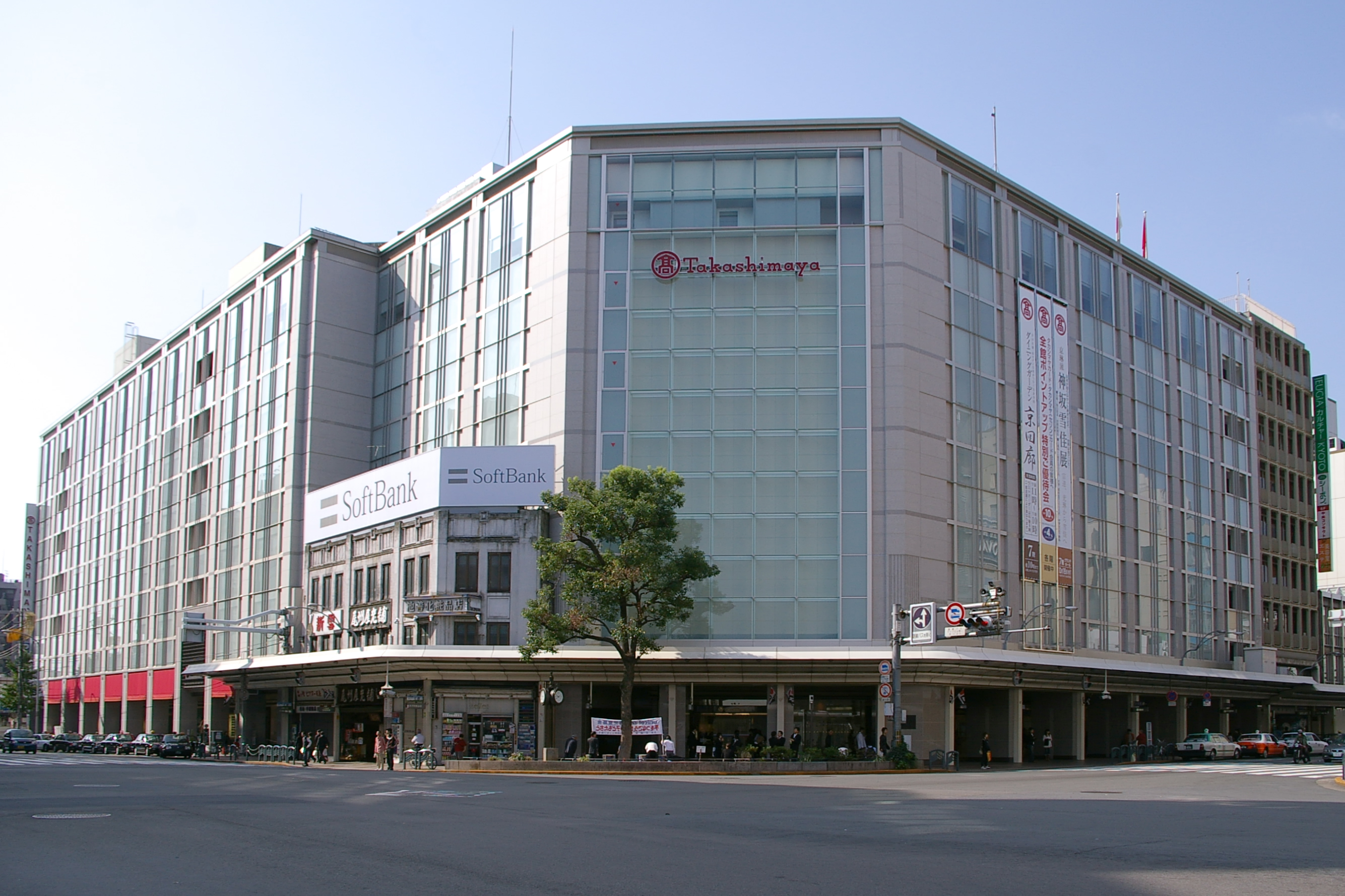
Tienda de la Cadena Takashimaya en Kioto.

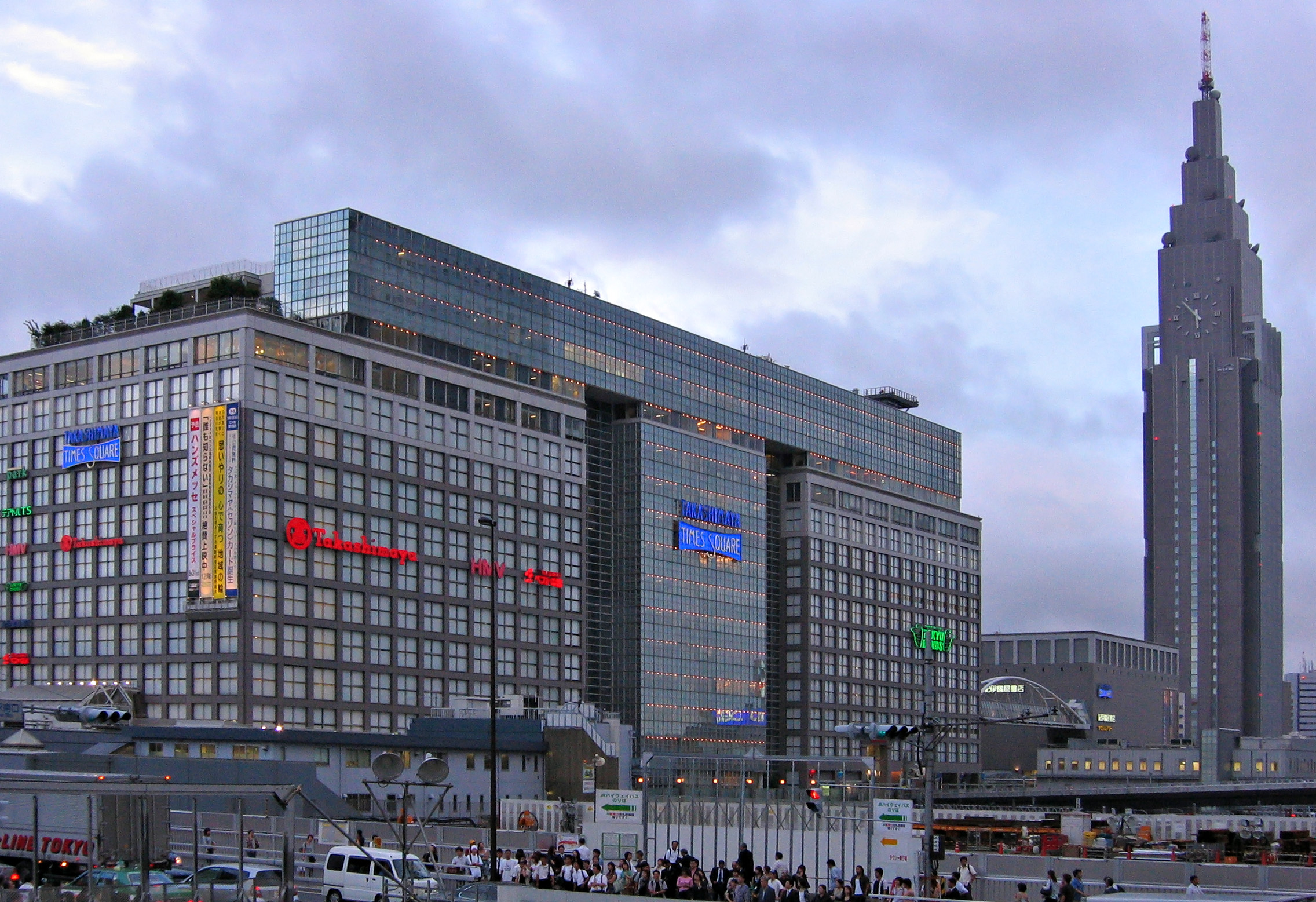
Shinjuku Takashimaya Times Square en Shinjuku (Tokio).

Takashimaya Co., Ltd. (株式会社高島屋 Kabushiki-gaisha Takashimaya?) (TYO: 8233) Es una gran cadena de almacenes de objetos de uso común hechos por diseñadores, que tiene su casa matriz en Japón.

## Historia
Fundada en 1829 en la ciudad de Kioto por Shinshichi Iida, quien inicialmente era un distribuidor de ropas usadas y ropa de algodón en su tienda; ahora es un gran conglomerado de almacenes de departamentos de mercadería de lujo, con sedes en Japón y en las ciudades de Nueva York, París, Singapur y Taipéi.
Takashimaya está listada en el ranking de Forbes como la compañía n.º #1197 del listado Forbes Global 2000 para el año 2006.

## Almacenes
La tienda de la ciudad de Nueva York se ubica en la Quinta Avenida (Fifth Avenue) en el local n.º 693; cerca del reconocido Plaza Hotel y del nuevo almacén de Louis Vuitton. En París, está localizada sobre el Boulevard Haussmann, en el 9º arrondissement. En Singapur, su sede tiene lugar en el distrito comercial de Ngee Ann contiguo  a la calle Orchard Road, la principal zona comercial y de compras de la ciudad.

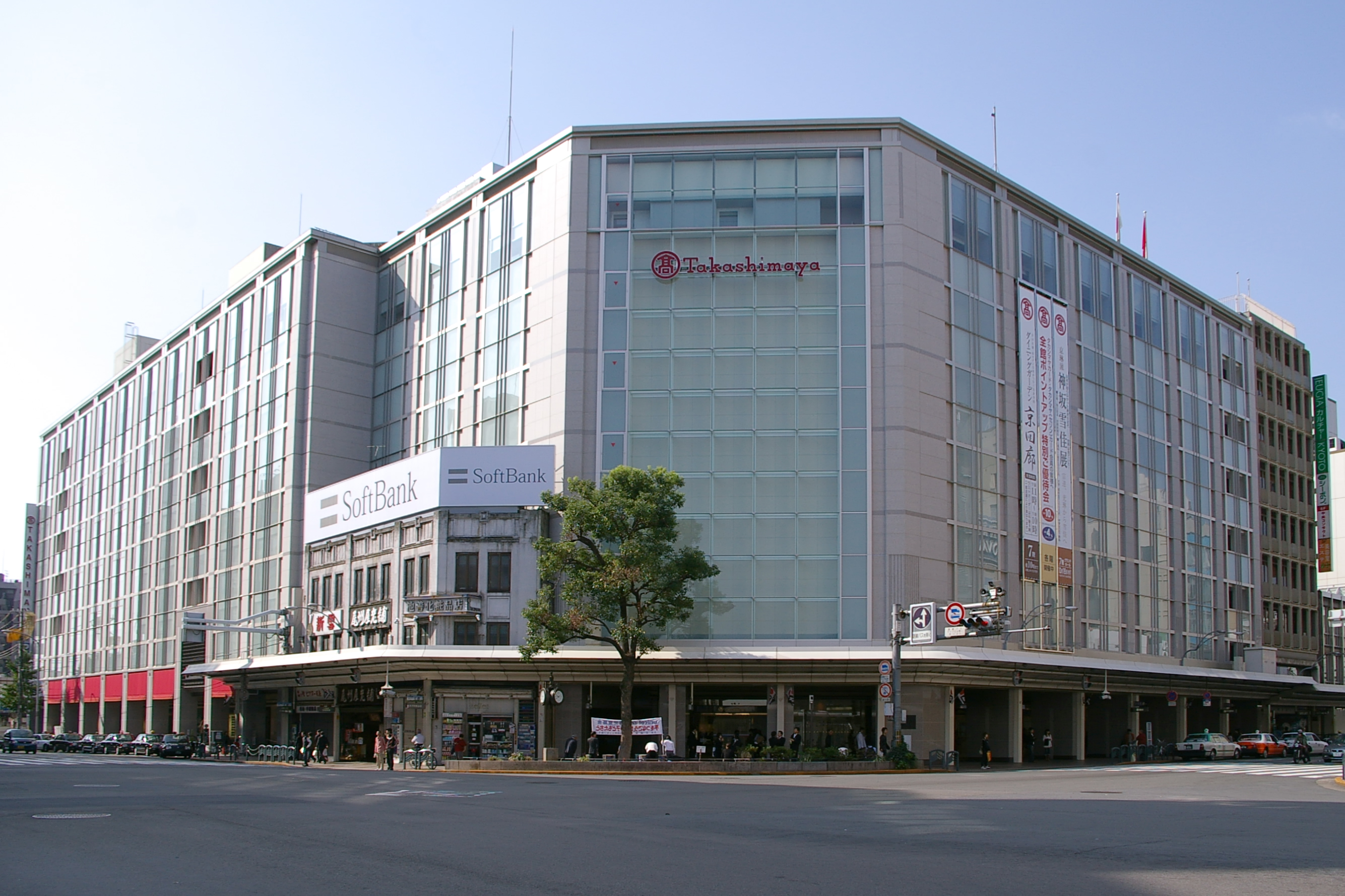
Tienda Takashimaya en Kyoto y la estación del Metro de Kyoto de Kawaramachi.

Takashimaya expende una amplia gama de productos, que va desde vestidos de novia; incluyendo en sus estantes también otra clase de aparatos hasta artículos electrónicos así como elementos de uso común en los hogares; pero de alta gama.

## Tiendas en Japón
- Tokyo (Nipponbashi)
- MI
- Nagoya
- Kyoto
- Tamagawa
- Tachikawa
- Konandai
- Omiya
- Kashiwa
- Takasaki
- Sakai
- Senboku
- Rakusai
- Wakayama
- Gifu
- Okayama
- Yonago
- Matsuyama